# Theodor Grosse
Franz Theodor Grosse (Drezda, 1829. április 23. – Drezda, 1891. október 11.) német festő. 

## Élete

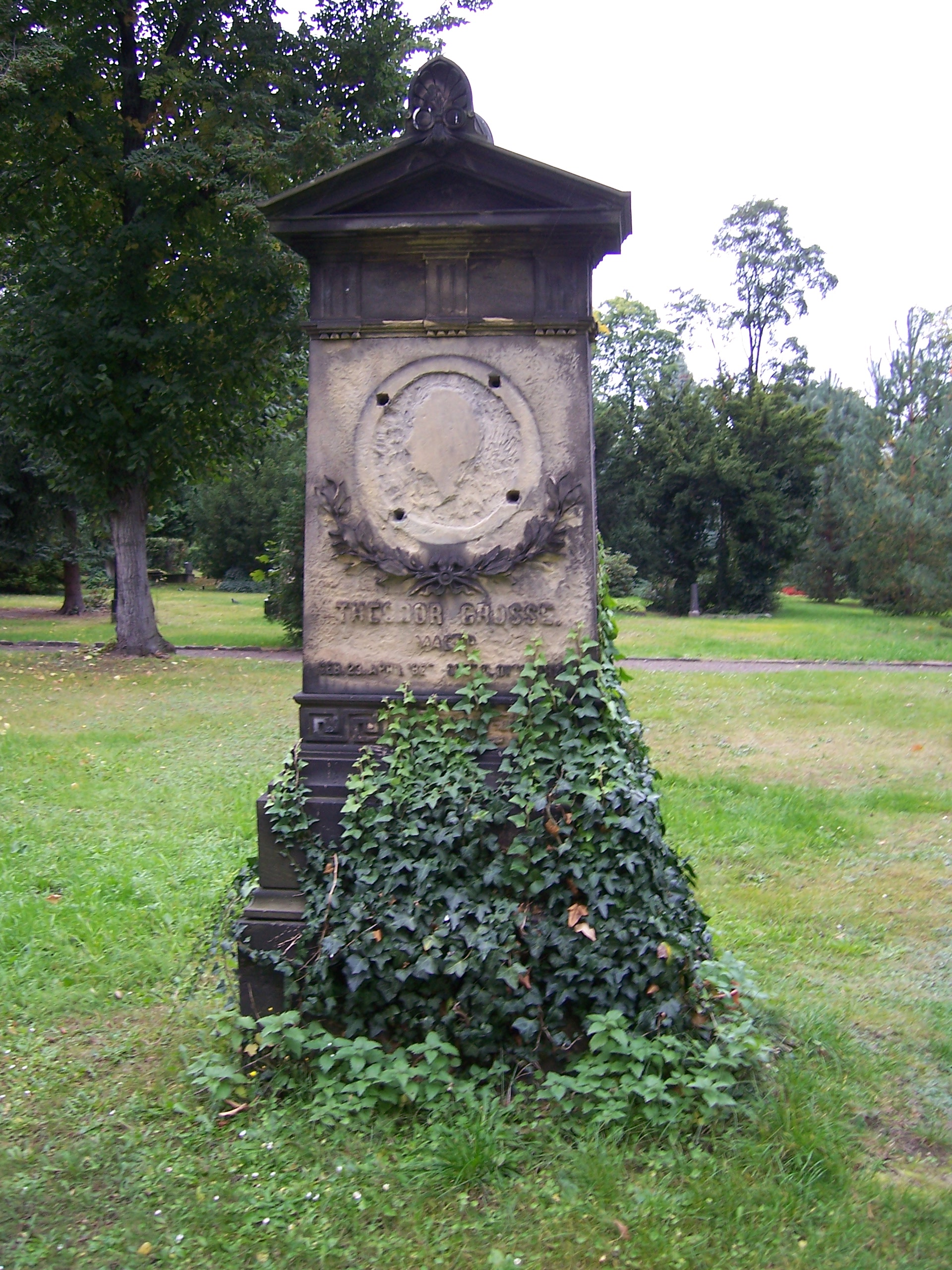
Theodor Grosse sírja Drezdában

Eleinte a szobrászságot tanulta, de utóbb Bendemann vezetése alatt a festésre adta magát. Első képe: Léda a hattyúval (1852) a drezdai képtárba került. Bendemannak segédkezett a drezdai királyi kastély báli termének kifestésében; ugyanakkor önállóan festett a drezdai múzeum mennyezetén. 1855-58-ban viaszfestésű képekkel díszítette Sohns gróf Wildenfels nevű várát a Mulde folyó mellett: az utóbbi évben Olaszországba ment, ahol főleg a Raffaello előtti festőket és Raffaellót tanulmányozta és megismerkedett Corneliusszal. Ekkor festette Ábrahámot és a három angyalt ábrázoló olajfestményét. Hazatérte után a lipcsei múzeum loggiáját, később a meisseni hercegi iskola auláját diszítette freskóképekkel. Nagy olajfestménye: Dante és Vergilius meghaltak lelkeinek partraszállását nézik (1879), a drezdai képtárban van. Műveiben túlnyomó a rajzbeli és szobrászi elem. 1867-től a történeti festészet tanára volt a drezdai akadémián.

## Forrás
- Grosse. In  A Pallas nagy lexikona. Szerk. Bokor József. Budapest: Arcanum – FolioNET. 1998.  ISBN 963 85923 2 X

- Theodor Grosse. In: Kunst-chronik. Neue Folge, 3. Jahrgang, Nr. 5. E. A. Seemann, Leipzig November 1892, Sp. 65–67 und 454–456 (Textarchiv – Internet Archive – Nachrufe).
- Ernst Sigismund: Grosse, Theodor. In: Ulrich Thieme, Fred. C. Willis (Hrsg.): Allgemeines Lexikon der Bildenden Künstler von der Antike bis zur Gegenwart. Begründet von Ulrich Thieme und Felix Becker. Band 15: Gresse–Hanselmann. E. A. Seemann, Leipzig 1922, S. 101–102 (Internet Archive).